# アリクベク・ジェクシェンクロフ
アリクベク・ジェクシェンクロフ（1957年5月25日 - ）は、キルギスの政治家、外交官。野党「公正のために」運動党首。外務相等を務めた。

## ソ連時代
ナルィン州コチコルスキー地区チョルポン村出身。1980年、農業技師専攻でウクライナ農業アカデミー（キエフ市）を卒業。
- 1980年～1982年 - 国家農業委員会「アラ・アルチャ」地区長
- 1982年～1986年 - コムソモール・アラメディンスキー地区委員会書記、第一書記
- 1986年～1988年 - キルギス・コムソモール中央委員会書記
- 1988年～1990年 - コムソモール・オシ州委員会第一書記
- 1990年～1992年 - キルギス共和国国家青年問題委員会副議長、第一副議長

## キルギス共和国時代
- 1992年 - 大統領府の報告官
- 1992年～1994年 - ジョゴルク・ケネシ国際・議会間常任委員会委員長
- 1994年～2000年 - 外務次官、外務第一次官
- 2000年 - 駐墺非常全権大使、在ウィーン国際組織附属非常全権代表。後にOSCE附属常任代表を兼任
- 2004年1月14日 - 大統領府対外政策課主任。同年2月6日から大統領府副長官を兼任
- 2005年9月30日～2007年2月8日 - 外務相

2007年5月からロシア、ドイツ、カザフスタン、キルギスが設立した国際発展・政策通信社（ビシュケク市）社長。
2008年12月24日から「統合国民運動」政治局員。野党「公正のために」運動党首。
2009年3月9日、2007年のトルコ人ビジネスマン殺人事件で使われたマカロフ拳銃を所持していたとして、キルギス内務省により逮捕。

## パーソナル
政治科学準博士。
息子のベクナザルは、中国に留学し、西安大学国際法学部、中華人民共和国外交部外交学院を卒業した。2009年から北京外国語大学の博士課程。